# Blainville-sur-l’Eau
Blainville-sur-l’Eau település Franciaországban, Meurthe-et-Moselle megyében. Lakosainak száma 3885 fő (2022. január 1.). Blainville-sur-l’Eau Charmois, Damelevières, Lamath, Méhoncourt, Mont-sur-Meurthe és Vitrimont községekkel határos.

## Népesség
A település népességének változása:
| Lakosok száma | 4836 | 3895 | 3654 | 4042 | 3993 | 3955 | 4035 | 3973 | 3944 | 3885 |
|               | 1968 | 1982 | 1990 | 2006 | 2013 | 2015 | 2017 | 2019 | 2020 | 2022 |